# Louis II de Vaud
Pour les articles homonymes, voir Louis de Savoie.
Louis II de Savoie, par commodité Louis II de Vaud ou encore de Savoie-Vaud, né vers 1290 et mort en 1349, est un prince de Savoie-Vaud, rameau issu de la maison de Savoie, devenu en 1302/03 baron de Vaud.

## Biographie

### Jeunesse

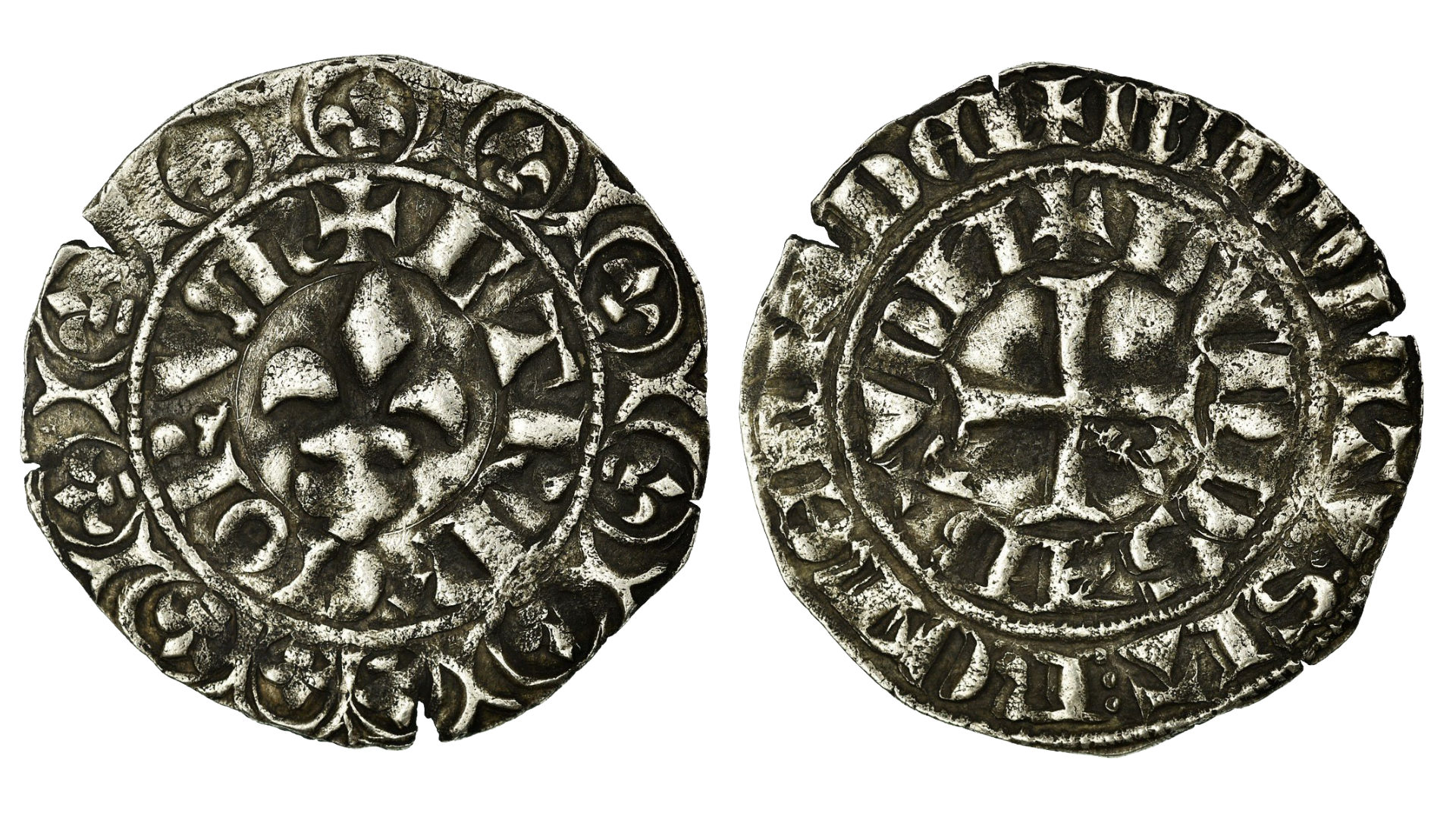
États italiens, Maison de Savoie, Louis II de Vaud (1302-1350), gros à la fleur de Lys, Pierre-Chatel, Argent

Louis de Savoie est le fils de Louis Ier, fait baron de Vaud en 1286, et de Jeanne de Montfort,. La date de sa naissance n'est pas connue. Le Dictionnaire historique de la Suisse (DHS) donne une naissance entre les années 1283 et 1293. Le site Internet de généalogie fmg.ac/MedLands donne l'année 1290 pour indication.
Il appartient à la famille des Savoie-Vaud, rameau de la maison de Savoie. Il porte donc le nom de Louis (II) de Savoie,, et parfois, par commodité, pour différencier les personnalités de cette famille de la branche aînée, celui de Louis (II) de Vaud.
Jeune, il combat pour son oncle Amédée V de Savoie lors des luttes que ce dernier dut soutenir contre le dauphin de Viennois.

### Baron de Vaud
Louis succède à son père vers 1302/03 sous le nom de Louis II. Il est connu pour son habileté politique : renonçant à ses droits sur le Comté de Savoie, il en obtint des avantages financiers pour sa baronnie de Vaud et développa l'administration par la rédaction en 1320 et 1339 de deux cartulaires de fiefs.
Il épouse Isabelle de Chalon-Arlay (fille de Jean Ier de Chalon-Arlay), ce qui lui permet de s'allier avec la haute noblesse comtoise.

### Action militaire et diplomatique
Il est nommé sénateur de Rome en 1310, et accompagne l'empereur Henri VII jusqu'à son couronnement à Rome en 1312.
Durant les premières années de la guerre de Cent Ans, il combat auprès du roi de France, Philippe VI de Valois. Il arrive trop tard à la bataille de Crécy (1346) selon certaines sources en 1346, mais selon Guichenon (1660), « Louis de Vaud, nommé gouverneur de Douai, alors assiégé, pénétra dans cette place, en fit le siège, et laissa des preuves immortelles de son courage. Dans la bataille de Crécy, le baron de Vaud soutint avec ses hommes d'armes la retraite de l'armée française, et enfonça la cavalerie victorieuse du prince de Galles » (pp. 394-401).
Au cours de cette guerre, son fils, Jean, est envoyé auprès de Berne, puis au camp de la ligue, afin de trouver une médiation. Il meurt lors de la guerre de Laupen, le 21 juin 1339,.
Par testament, le comte Aymon († 1343) désigne Louis II comme cotuteur, aux côtés du comte de Genève, Amédée III, de son jeune fils Amédée. Le comte de Savoie s'émancipe de ma tutelle à l'occasion de sa majorité, en 1348.

### Mort et succession
Louis II de Savoie meurt entre le 18 et le 29 janvier 1349. Il est enterré à l'abbaye d'Hautecombe en Savoie.
Son fils étant mort en 1339, il institue sa fille, Catherine (? - 18 janvier 1388), dans son testament de 1340, comme héritière de la baronnie,. Il obtient pour cela un privilège spécial du comte Aymon afin que l'apanage puisse passer à sa fille, puis à ses fils, en 1341. À cette période, Catherine est l'épouse, depuis 1333, d'Azzone Visconti (1302-1339), vicaire impérial de Milan.
En 1349, sa veuve, Isabelle de Chalon, et sa fille, Catherine, deviennent Dame de Vaud et dirigent la baronnie.

## Famille
Louis II de Savoie épouse Isabelle de Chalon-Arlay, fille de Jean Ier, seigneur d'Arlay. Ils ont deux enfants :
- Jean († 1339), seigneur de Visieu, ∞ (contrat 1333/37) Marguerite de Chalon, fille de Jean II de Châlon-Auxerre, parente des Chalon-Arlay (sans postérité).
- Catherine († 1388) ∞ (1) (1333) Azzone Visconti (1302-1339) ; ∞ (2) (1340) Raoul II de Brienne (exécuté en 1350), comte d'Eu et connétable de France ; ∞ (3) (1352) Guillaume Ier de Namur (1324-1391, postérité).

Le site internet fmg.ac/MedLands indique l'hypothèse d'une fille illégitime, Bonne († 1342), alias Jutta/Gutta (en allemand), qui serait l'épouse (1321) du prince Bolko II de Ziębice (Münsterberg).

## Héraldique
Louis II porte les mêmes armes que son père, jusqu'en 1303, à savoir un aigle éployé de sable, becqué et membre de gueules, brisé d'un lambel à 5 pendants de gueules.,

Armes de Louis II.

Par la suite, il porte la Croix de Savoie, de gueules à la croix d'argent. qu'il brise, puisqu'il appartient à une branche cadette de la maison de Savoie, d'une bande componée d'or et d'azur.